# Hygrometer
Et hygrometer bruges til at måle relativ luftfugtighed.